# Salavas
Salavas település Franciaországban, Ardèche megyében. Lakosainak száma 731 fő (2022. január 1.). Salavas Grospierres, Labastide-de-Virac, Sampzon, Vagnas és Vallon-Pont-d’Arc községekkel határos.

## Népesség
A település népessége az elmúlt években az alábbi módon változott:
| Lakosok száma | 240  | 355  | 402  | 531  | 613  | 639  | 682  | 704  | 711  | 731  |
|               | 1968 | 1982 | 1990 | 2006 | 2013 | 2015 | 2017 | 2019 | 2020 | 2022 |